# Compagnie bancaire de l'Atlantique Côte d'Ivoire
 (janvier 2024).
Si vous disposez d'ouvrages ou d'articles de référence ou si vous connaissez des sites web de qualité traitant du thème abordé ici, merci de compléter l'article en donnant les références utiles à sa vérifiabilité et en les liant à la section « Notes et références ».
La Compagnie Bancaire de l’Atlantique Côte d’Ivoire (COBACI) est une banque de Côte d’Ivoire fondée en 1997 et disparue par fusion en 2009.

## Histoire
En Côte d’Ivoire, le Groupe Banque atlantique détenait deux entités bancaires, la banque atlantique Côte d’Ivoire (BACI) et la Compagnie Bancaire de l’Atlantique Côte d’Ivoire (COBACI). Ces deux institutions ont fonctionné sous ces enseignes respectivement depuis 1978 et 1997 sur les mêmes marchés. 
Il était devenu primordial pour l’actionnaire principal (Atlantic Financial Group) de regrouper les 2 entités, d’une part par souci d’optimiser l’allocation des ressources, et d’autre part pour mieux répondre aux attentes de la clientèle.
C’est ainsi que la décision de fusionner la banque atlantique Côte d’Ivoire et la COBACI a été prise le 20 juin 2008. Cette fusion met fin à la confusion qui existait dans l’esprit de certains clients en ce qui concerne les différentes enseignes bancaires du groupe en Côte d’Ivoire.
Ainsi, depuis le 2 janvier 2009, la fusion est effective.